# 槟城单轨
槟城单轨铁路是策划中的单轨线，依据第九大马计划和北马经济走廊（NCER）建造。这将建于槟岛。两条线将动工兴建，在将来有可能延长至威省。该37公里的系统预计将耗资马币16亿令吉。在第九大马计划的中期审查中，其项目已被推迟，而造成非政府组织和政治家反应不一。 

## 车站
所有的单轨列车站的名称中的大多数仍然不明，但主要的站被确认。红线将运行从丹绒道光海滨经苏格兰路，亚依淡路和槟州清真寺至槟城国际机场。绿线将运行从垄尾经亚依淡路，柑仔园路和敦拉萨大厦（光大）至终点焊接码头。该交流所位于亚依淡路。